# Margaret Matilda White
Pour les articles homonymes, voir White.
Margaret Matilda White, née le 9 janvier 1868 à Belfast et morte le 6 juillet 1910 à Waihi, est une photographe et infirmière néo-zélandaise. Ses œuvres les plus connues sont des photographies qu'elle a prises à l'hôpital psychiatrique d'Auckland (en). Une collection de ses plaques de verre est détenue par le Musée du mémorial de guerre d'Auckland.

## Biographie
White est née à Belfast, en Irlande du Nord et émigre en Nouvelle-Zélande avec sa famille en 1886,. À partir de 1890, elle travaille avec le photographe néo-zélandais John Hanna dans son studio. Elle crée ensuite son propre studio photographique à Newton (Auckland). Cependant, cette entreprise n'a pas de succès et elle est forcée de la fermer. Malgré cet échec, elle continue à prendre des photos jusqu'à sa mort. Après la fermeture de son studio, elle travaille comme infirmière à l'hôpital psychiatrique d'Auckland à Avondale. C'est en travaillant dans cet établissement qu'elle prend une série de photographies pour lesquelles elle est surtout connue. Le musée du mémorial de guerre d'Auckland abrite une grande collection de plaques de verre photographiques de White.

### Vie privée
Elle se marie en 1900 à Albert Reed, un mineur, et meurt à l'hôpital de Waihi le 6 juillet 1910 à l'âge de 42 ans.